# Mancomunidad del Embalse del Atazar
La mancomunidad del embalse del Atazar es una mancomunidad de municipios españoles del noreste de la Comunidad de Madrid, con competencias en diversas áreas de actuación. Fue creada el 26 de abril de 2000 y la integran los municipios de El Atazar, El Berrueco, Cervera de Buitrago, Patones, Puentes Viejas y Robledillo de la Jara.

## Competencias
La mancomunidad del embalse del Atazar incorpora competencias de diversas materias con el fin de ofrecer un mejor servicio a los municipios integrantes:
- Fomento de actividades económicas
- Aprovechamientos forestales
- Actividades culturales
- Servicios educativos
- Actividades recreativas
- Fomento del turismo
- Deporte
- Limpieza de vías y espacios públicos
- Protección del medio ambiente
- Conservación, mejora y señalización de vías públicas
- Transporte público de viajeros
- Prevención y extinción de incendios
- Protección civil
- Alumbrado público
- Asistencia sanitaria
- Servicios funerarios
- Asistencia social

## Municipios
La mancomunidad del embalse del Atazar está formada seis municipios (El Atazar, El Berrueco, Cervera de Buitrago, Patones, Puentes Viejas y Robledillo de la Jara) y nueve núcleos de población, debido a que Puentes Viejas está formado por los cuatro núcleos de población: Cinco Villas, Mangirón, Paredes de Buitrago y Serrada de la Fuente. Todos los municipios de la mancomunidad albergan un total de 2.050 personas (según datos del Instituto Nacional de Estadística a fecha de 1 de enero de 2008).
El área de la mancomunidad del embalse del Atazar, comprende un total de 18.380,10 hectáreas de ellas 2.347 hectáreas son ocupadas por el embalse de El Atazar. El resto, salvo los núcleos urbanos, son prácticamente zonas forestal, de pastos y jarales.[cita requerida]

## Territorio museo
En la mancomunidad del embalse del Atazar se ha llevado a cabo un Plan de Dinamización Turística, con el que se ha prentendido poner en valor los Recursos de Comarca. Se ha creado el llamado Territorio Museo donde en cada municipio que conforma la mancomunidad hay al menos un museo con una temática propia.
- Museo del Agua y Patrimonio Hidráulico, en El Berrueco.
- Museo de los Sentidos, en Cervera de Buitrago.
- Museo del Aula Geológica, en Patones.
- Museo de la Piedra, en Mangirón (Puentes Viejas)
- Museo de la Fragua, en Paredes de Buitrago (Puentes Viejas).
- Museo y Parque de Juegos Tradicionales, en Serrada de la Fuente (Puentes Viejas).
- Museo de las Formas de Vida del Pasado, en Robledillo de la Jara.

## Embalses
En los términos municipales que conforman la mancomunidad se encuentran los embalses del Villar, Puentes Viejas y El Atazar, el mayor de todos y que da nombre a la mancomunidad. Además de los embalses, los municipios de esta mancomunidad tienen otras infraestructuras hidráulicas, como puede ser el canal de La Parra o las presas del pontón de la Oliva y de Navarejos.